# Поклоніння волхвів (триптих, Босх)
«Поклоніння волхвів» — триптих Єроніма Босха, належить до пізнього етапу його творчості (датується приблизно 1510 роком). Названо за центральним сюжетом, на зовнішніх стулках зображено Григорія І, що проводить таїнство Євхаристії.
Робота знаходиться в музеї Прадо, Мадрид.

## Центральна композиція

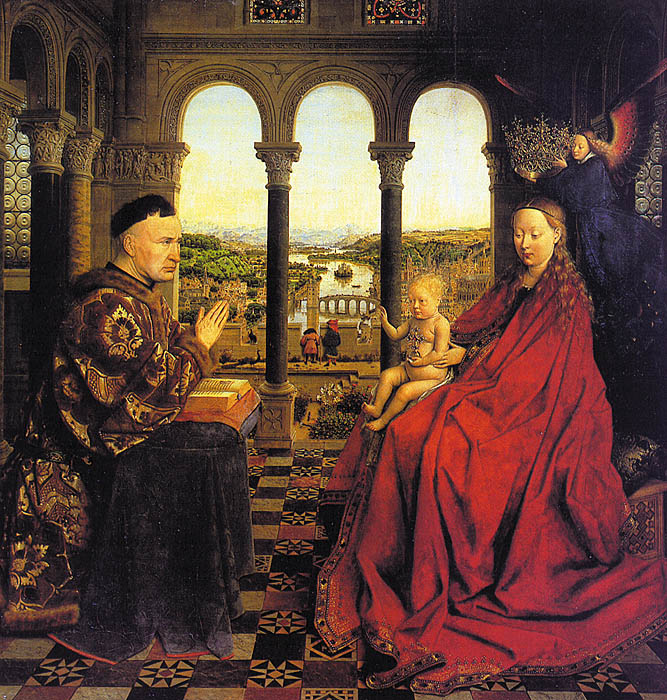
Ян ван Ейк «Богородиця канцлера Ролена», 1435

Зображено Богоматір із немовлям на колінах. Босх дотримується фламандської традиції в зображенні Богородиці, про що свідчить порівняння композиції з роботами Яна ван Ейка чи Рогіра ван дер Вейдена.
Перед нею на колінах стоїть чоловік у червоному — цар Балтазар. Біля нього — Мельхіор (на його плащі — зображення зустрічі цариці Савської й Соломона) і Каспар (темношкірий цар). На землі бачимо скульптурне зображення жертвоприношення Ісаака. За ними — стара халупа, за дірою в стіні видно віслюка. В дверях стоїть фігура напівоголеного чоловіка в червоному. Існує кілька версій, кого зображено в його образі: Ірода, Валаама, Антихриста, на плечах якого сидять біси, або Давида (Ісус належить до роду Давидову, цар передає новонародженому нащадкові корону, яку тримає в лівій руці). Його нагота пояснюється в ІІ Самуїла 6:20 «І вернувся Давид, щоб поблагословити свій дім. І вийшла Мелхола, Саулова дочка, навпроти Давида й сказала: Який славний був сьогодні Ізраїлів цар, що обнажався сьогодні на очах невільниць своїх рабів, як обнажується який з пустунів!». Його дивний капелюх нагадує про іншу цитату: «А врятоване Юдиного дому, що лишилося, пустить коріння додолу, і свого плода дасть угору» (ІІ Царів 19:30)
Справа на даху халупи підслухають двоє («Поправді, поправді кажу вам: Хто не входить дверима в кошару, але перелазить деінде, той злодій і розбійник» Івана 10:1).
На задньому плані зображено кілька груп людей, далі — пейзаж із містом. На синьому небі сяє єдина зірка.

## Внутрішні стулки
На бокових внутрішніх стулках часто зображували донаторів (замовників роботи або тих, хто робив значні пожертви церкві чи братствам). Босх зображує двох донаторів, що стоять на колінах. На лівій стулці — чоловік (із роду Боссює), біля нього — апостол Петро. За ними біля вогнища сидить, ймовірно, Йосип, що сушить пелюшки. На правій — Агнес Боссюйє, її покровителька, свята Агнеса (про це свідчить і ягня на задньому плані).

## Зовнішні стулки

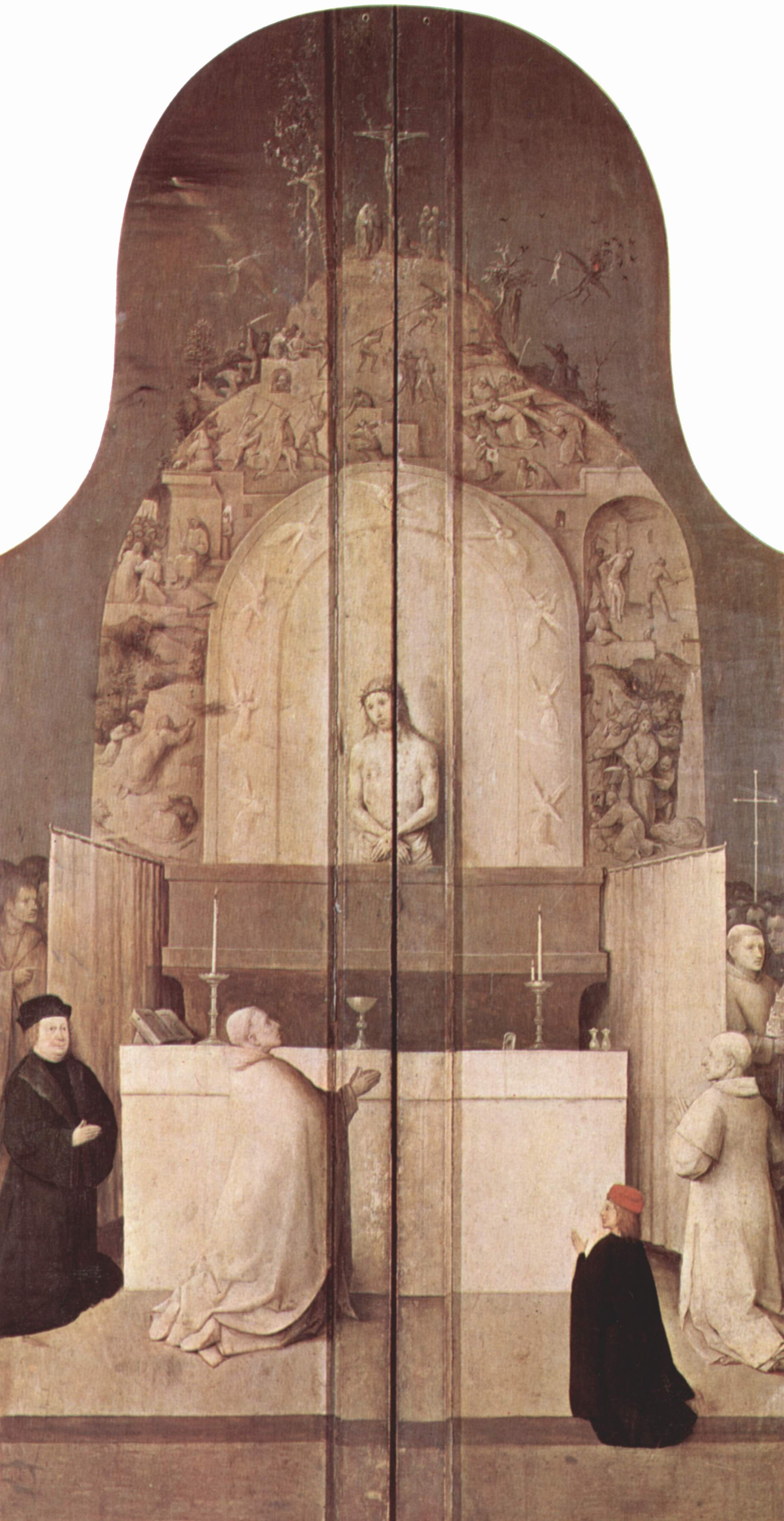
Зовнішні стулки

Виконані в спокійнішій, монохромній гамі, чим відрізняється від яскравих центральних композицій (внутрішні стулки вівтаря були святковими, зовнішні ж миряни бачили щодня). На них зображено Святого Георгія Богослова, що заснував Літургію (Месу). За легендою, одного разу під час проведення таїнства причастя присутній чоловік мав сумнів у тому, що бачить перед собою Тіло й Кров Христові. Тоді на вівтарі з'явився сам Ісус, що показав йому свої рани. На задньому плані Босх зображує сцени з Пристрастей Христових, нагорі — Голгофа із розп'яттям. Чорним написано фігури донаторів, що не бачать Христа.